# جيانت بينك
بارك يون ها (بالكورية: 박 윤하؛ من مواليد 23 أبريل 1991 -) ، والمعروفة باسمها المسرحي جيانت بينك، هي مغنية راب كورية جنوبية، كانت الفائزة في برنامج مسابقة الهيب هوب مغنيات الراب الغير جميلات (الموسم 3)، وهي حاليًا عضو في شركة الهيب هوب All I Know Music تحت وكالة إس إم إنترتينمنت.

## الظهور التلفزيوني
- شو مي ذا موني (الموسم 5) - 2016
- مغنيات الراب الغير جميلات (الموسم 3) - 2016
- الفتيات القويات - 2017
- مشروع كرة الثلج - 2017

## التعاونات الموسيقية
- Love Affair - 2017

- Tuesday is better than Monday - 2017

## روابط خارجية
- جيانت بينك على موقع ميوزك برينز (الإنجليزية)